# 9392 Кавайон
9392 Кавайон (9392 Cavaillon) — астероїд головного поясу, відкритий 10 серпня 1994 року.
Тіссеранів параметр щодо Юпітера — 3,480.